# India op de Olympische Zomerspelen 1972
India nam deel aan de Olympische Zomerspelen 1972 in München, West-Duitsland. Voor de vijfde keer op rij werd één medaille behaald. Deze werden allen gewonnen in het hockey.

## Medailleoverzicht
| Sport  | Olympiër | Discipline | Medaille |
| ------ | --- | ---------- | -------- |
| Hockey | Govin Billimogaputtaswamy Charles Cornelius Manuel Frederick Ashok Kumar Kindo Michael Galesh Mollerapoovayya Krishnamurty Perumal Ajitpal Singh Harbinder Singh Harmik Singh Kulwant Singh Mukhbain Singh Virinder Singh | mannen     | Brons    |

## Deelnemers en resultaten

### Atletiek
| Olympiër            | Discipline             | Resultaat | Prestatie                             |
| ------------------- | ---------------------- | --------- | ------------------------------------- |
| Sriram Singh        | 800m (m)               | 25e       | serie 6: 4de in 1.47,7                |
| Edward Sequeira     | 5000m (m)              | 38e       | serie 3: 11de in 14.01,4              |
| Mohinder Gill Singh | verspringen (m)        | 30e       | kwalificatie groep A: 18de met 7,30m  |
| Mohinder Gill Singh | hink-stap-springen (m) | 38e       | serie A: geen geldige poging          |
| Suresh Babu         | hoogspringen (m)       | 40e       | kwalificatie groep B: 18de met 1,90m  |
| Jugraj Singh        | kogelstoten (m)        | 26e       | kwalificatie groep A: 12de met 17,15m |
| Praveen Kumar       | discuswerpen (m)       | 26e       | kwalificatie groep B: 13de met 53,12m |
| Vijay Singh Chauhan | tienkamp (m)           | 17e       | 7378 punten                           |
|                     |                        |           |                                       |
| Kamaljit Sandhu     | 400m (v)               | 47e       | serie 6: 8ste in 57,74                |

### Boksen
| Olympiër              | Discipline | Resultaat | Prestatie                                                                              |
| --------------------- | ---------- | --------- | -------------------------------------------------------------------------------------- |
| Chander Narayanan     | -51kg (m)  | 17e       | 1ste ronde: vrij 2de ronde: V van POL Blazynski: 2-3                                   |
| Muniswamy Venu        | -60kg (m)  | 9e        | 1ste ronde: vrij 2de ronde: W van GBR Cole: knock-out 3de ronde: V van KEN Mbugua: 0-3 |
| Nghlhav Mehtabs Singh | -81kg (m)  | 17e       | 1ste ronde: V van BRA Oliveira: 0-5                                                    |

### Gewichtheffen
| Olympiër    | Discipline | Resultaat | Prestatie                                                                              |
| ----------- | ---------- | --------- | -------------------------------------------------------------------------------------- |
| Anil Mondal | -52kg (m)  | 11e       | drukken: 11de met 95kg trekken: 14de met 85kg stoten: 10de met 117,5kg totaal: 297,5kg |

### Hockey
| Olympiër | Discipline | Resultaat | Prestatie |
| --- | ---------- | --------- | --- |
| Govin Billimogaputtaswamy Charles Cornelius Manuel Frederick Ashok Kumar Kindo Michael Galesh Mollerapoovayya Krishnamurty Perumal Ajitpal Singh Harbinder Singh Harmik Singh Kulwant Singh Mukhbain Singh Virinder Singh | mannen     | Brons     | groep B: 1ste G van Nederland: 1-1 W van Groot-Brittannië: 5-0 W van Australië: 3-1 G van Polen: 2-2 W van Kenia: 3-2 W van Mexico: 8-0 W van Nieuw-Zeeland: 3-2 halve finale: V van Pakistan: 0-2 bronzen finale: W van Nederland: 2-1 |

| Groep B |                  |             |             |             |             |            |            |            |        |
| #       | Land             | Wedstrijden | Wedstrijden | Wedstrijden | Wedstrijden | Doelpunten | Doelpunten | Doelpunten | Punten |
| #       | Land             | G           | W           | G           | V           | V          | T          | Saldo      | Punten |
| 1       | India            | 7           | 5           | 2           | 0           | 25         | 8          | +17        | 12     |
| 2       | Nederland        | 7           | 5           | 1           | 1           | 20         | 9          | +11        | 11     |
| 3       | Groot-Brittannië | 7           | 4           | 1           | 2           | 15         | 10         | +5         | 9      |
| 4       | Australië        | 7           | 3           | 2           | 2           | 18         | 8          | +10        | 8      |
| 5       | Nieuw-Zeeland    | 7           | 2           | 3           | 2           | 16         | 11         | +5         | 7      |
| 6       | Polen            | 7           | 2           | 2           | 3           | 12         | 12         | 0          | 6      |
| 7       | Kenia            | 7           | 1           | 1           | 5           | 8          | 17         | -9         | 3      |
| 8       | Mexico           | 7           | 0           | 0           | 7           | 1          | 40         | -39        | 0      |

| Ronde          | Datum   | Plaats    | Land | Score            | Land |
| -------------- | ------- | --------- | ---- | ---------------- | ---- |
| Groepsfase     |         |           |      |                  |      |
| 27 augustus    | München | Nederland | 1-1  | India            |      |
| 28 augustus    | München | India     | 5-0  | Groot-Brittannië |      |
| 30 augustus    | München | India     | 3-1  | Australië        |      |
| 31 augustus    | München | India     | 2-2  | Polen            |      |
| 2 september    | München | India     | 3-2  | Kenia            |      |
| 3 september    | München | India     | 8-0  | Mexico           |      |
| 4 september    | München | India     | 3-2  | Nieuw-Zeeland    |      |
| Halve finale   |         |           |      |                  |      |
| 8 september    | München | Pakistan  | 2-0  | India            |      |
| Bronzen finale |         |           |      |                  |      |
| 10 september   | München | India     | 2-1  | Nederland        |      |

### Schietsport
| Olympiër             | Discipline         | Resultaat | Prestatie                             |
| -------------------- | ------------------ | --------- | ------------------------------------- |
| Prithipal Chatterjee | 50m geweer liggend | 95e       | 572 punten: (97-96-96-93-95-95)       |
| Roy Choudhury        | 50m geweer liggend | 99e       | 567 punten: (93-95-97-96-92-94)       |
| Karni Singh          | skeet              | 36e       | 186 punten: (21-24-22-24-24-25-23-23) |
| Karni Singh          | trap               | 34e       | 180 punten: (21-23-25-22-20-22-24-23) |
| Randhir Singh        | trap               | 44e       | 173 punten: (22-22-22-22-22-21-23-19) |

### Worstelen
| Olympiër       | Discipline  | Resultaat   | Prestatie |
| Vrije stijl    | Vrije stijl | Vrije stijl | Vrije stijl |
| -------------- | ----------- | ----------- | --- |
| Adkar Maruti   | -48kg (m)   | 12e         | 1ste ronde: V van URS Dmitriyev 2de ronde: V van PRK Jang |
| Sudesh Kumar   | -52kg (m)   | 4e          | 1ste ronde: W van TUR Alan 2de ronde: W van KOR Kim 3de ronde: W van MEX Martinez 4de ronde: W van HUN Gal 5de ronde: V van JPN Kato 6de ronde: V van URS Alakhverdiyev                       |
| Prem Nath      | -57kg (m)   | 4e          | 1ste ronde: W van AUS Barry 2de ronde: W van GUA Fuentes 3de ronde: W van AFG Sideeq 4de ronde: W van ARG Maggiolo 5de ronde: V van USA Sanders 6de ronde: vrij 7de ronde: V van JPN Yanagida |
| Satpal Singh   | -62kg (m)   | 16e         | 1ste ronde: W van POL Stolarski 2de ronde: V van TUR Akdağ 3de ronde: V van GUA Burge |
| Jagrup Singh   | -68kg (m)   | 20e         | 1ste ronde: V van MGL Natsagdorj 2de ronde: V van ISR Halfin |
| Mukhtiar Singh | -74kg (m)   | 14e         | 1ste ronde: W van AUS Akers 2de ronde: V van FRA Robin 3de ronde: V van ROU Ambruș |
| Harish Chander | -82kg (m)   | 23e         | 1ste ronde: G van NZL Aspin 2de ronde: V van JPN Sasaki |
| Chandgi Ram    | -90kg (m)   | 22e         | 1ste ronde: V van CAN Saunders 2de ronde: V van URS Strakhov |

### Zeilen
| Olympiër                                     | Discipline      | Resultaat | Prestatie                            |
| -------------------------------------------- | --------------- | --------- | ------------------------------------ |
| Tehmasp Rustom Mogul                         | finn            | 34e       | 230 punten: (31-34-30-DNF-30-DNF-34) |
| Sohrab Janshed Contractor Ahmed Abdul Basith | flying dutchman | 29e       | 201 punten: (29-28-29-25-DNF-27-DNF) |

Afghanistan · Albanië · Algerije · Amerikaanse Maagdeneilanden · Argentinië · Australië · Bahama's · Barbados · België · Bermuda · Birma · Bolivia · Bondsrepubliek Duitsland · Brazilië · Brits-Honduras · Bulgarije · Canada · Ceylon · Chili · Colombia · Congo-Brazzaville · Costa Rica · Cuba · Dahomey · Denemarken · Dominicaanse Republiek · Duitse Democratische Republiek · Ecuador · Egypte · El Salvador · Ethiopië · Fiji · Filipijnen · Finland · Frankrijk · Gabon · Ghana · Griekenland · Groot-Brittannië · Guatemala · Guyana · Haïti · Hongarije · Hongkong · Ierland · IJsland · India · Indonesië · Iran · Israël · Italië · Ivoorkust · Jamaica · Japan · Joegoslavië · Kameroen · Kenia · Khmerrepubliek · Koeweit · Lesotho · Libanon · Liberia · Liechtenstein · Luxemburg · Madagaskar · Malawi · Maleisië · Mali · Malta · Marokko · Mexico · Monaco · Mongolië · Nederland · Nederlandse Antillen · Nepal · Nicaragua · Nieuw-Zeeland · Niger · Nigeria · Noord-Korea · Noorwegen · Oeganda · Oostenrijk · Opper-Volta · Pakistan · Panama · Paraguay · Peru · Polen · Portugal · Puerto Rico · Roemenië · San Marino · Saoedi-Arabië · Senegal · Singapore · Soedan · Somalië · Sovjet-Unie · Spanje · Suriname · Swaziland · Syrië · Taiwan · Tanzania · Thailand · Togo · Trinidad en Tobago · Tsjaad · Tsjecho-Slowakije · Tunesië · Turkije · Uruguay · Venezuela · Verenigde Staten · Vietnam · Zambia · Zuid-Korea · Zweden · Zwitserland